# Buitinga buhoma
Buitinga buhoma là một loài nhện trong họ Pholcidae. Loài này được phát hiện ở Oeganda.